# Marattiales
Marattiales es uno de los linajes más antiguos de helechos. Se reconoce a la familia Marattiaceae como los únicos Marattiales existentes en la actualidad, que incluyen seis géneros con aproximadamente 110 especies.

## Distribución
Aunque los Marattiales actuales están principalmente restringidos a las regiones tropicales del mundo, sus registros fósiles se han encontrado en todos los continentes.